# كريستوفر مافومبي
كريستوفر مافومبي (بالفرنسية: Christoffer Mafoumbi)‏ (مواليد 3 مارس 1994) هو لاعب كرة قدم كونغولي في مركز حراسة المرمى.

## روابط خارجية
- صفحة اللاعب على موقع نادي لنس (بالفرنسية)
- صفحة اللاعب على فوتبول داتابيز
- كريستوفر مافومبي على موقع قاعدة بيانات كرة القدم.إي يو (الإنجليزية)
- كريستوفر مافومبي على موقع ناشيونال فوتبول تيمز (الإنجليزية)
- كريستوفر مافومبي على موقع Soccerbase.com (لاعب) (الإنجليزية)
- كريستوفر مافومبي على موقع Soccerway.com (الإنجليزية)
- كريستوفر مافومبي على موقع عالم كرة القدم.نت (الإنجليزية)
- كريستوفر مافومبي على موقع AS.com (الإسبانية)